# Schifffahrtsmuseum (Düsseldorf)

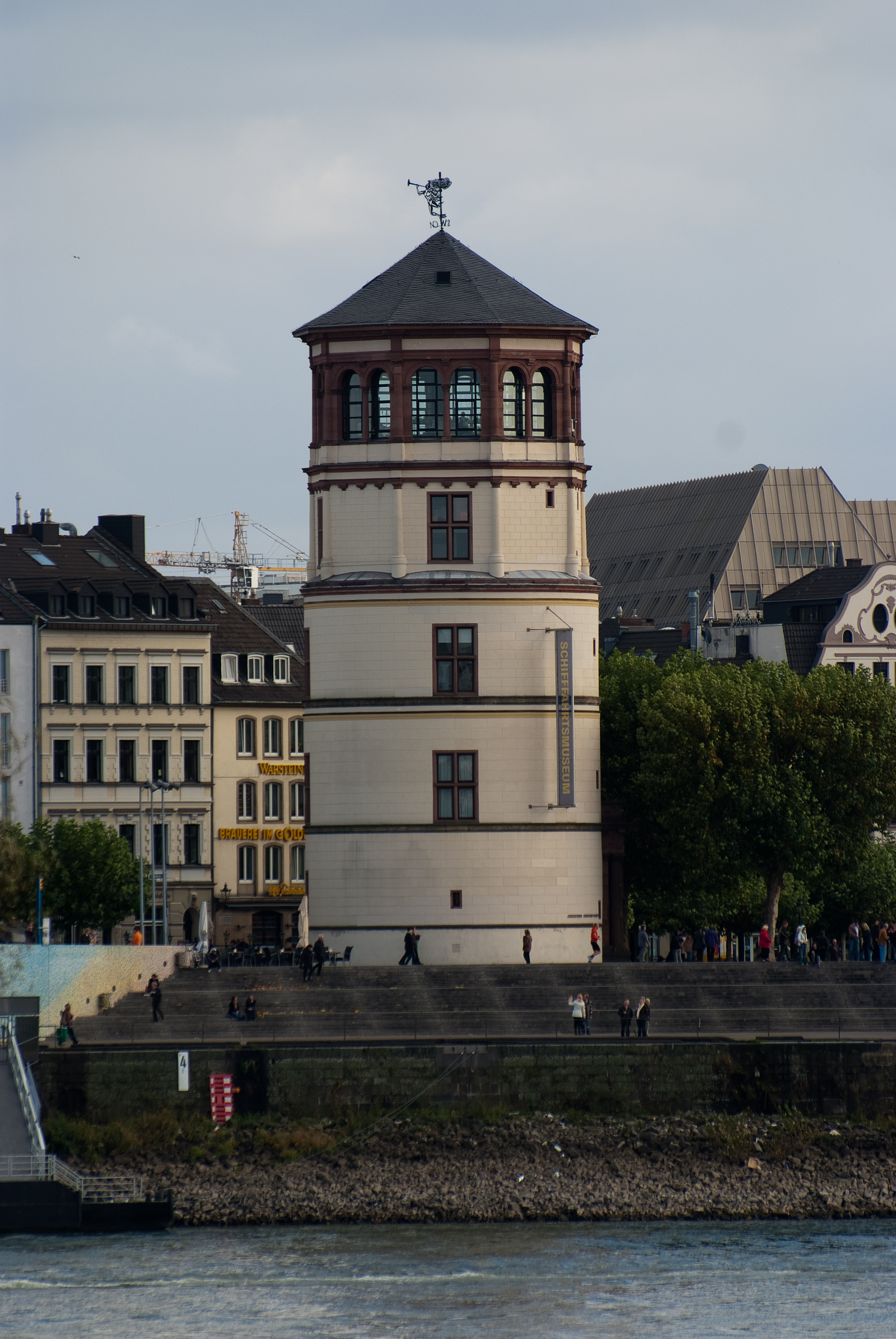
Schifffahrtsmuseum im Schlossturm

Das Schifffahrtsmuseum in Düsseldorf (Eigenbezeichnung SchifffahrtMuseum) zeigt eine der ältesten Sammlungen zur Geschichte der Rheinschifffahrt Deutschlands und ist seit 1984 im historischen Schlossturm am Rheinufer untergebracht.
Es gibt unter anderem Exponate zur Ökologie des Rheins, zur Schiffbaugeschichte, zu Handel und Reisen auf dem Fluss sowie zu anderen Aspekten. Außerdem wird eine Multimediaschau und historische Bilder, Filme und Archivalien. Die Ausstellungsräume befinden sich vom alten Kellergewölbe bis zum Obergeschoss. Im Aussichtsgeschoss befindet sich ein Café mit Ausblick auf die Altstadt, den Fluss und die heutige Schifffahrt.

## Geschichte des Schlossturmes und des Museums

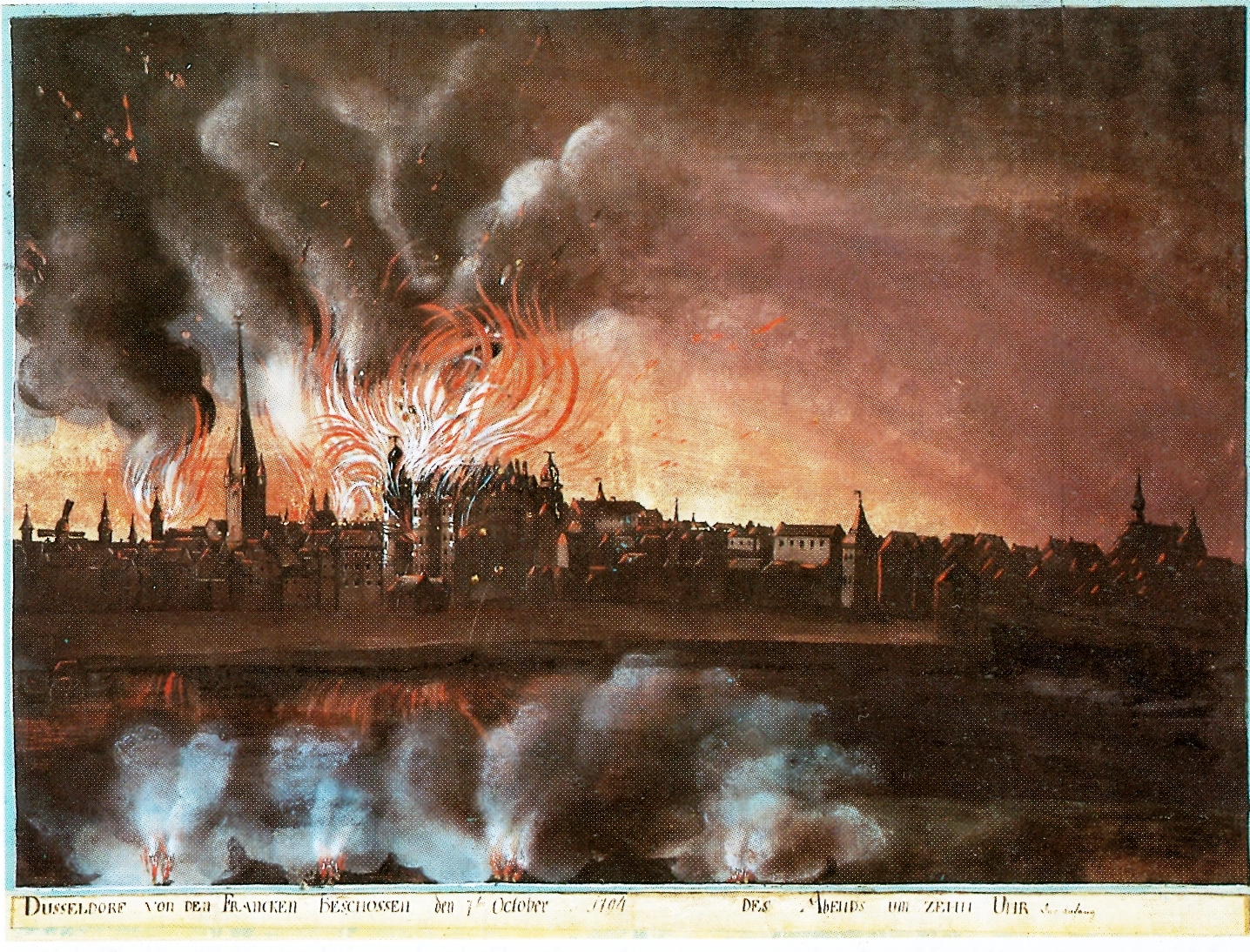
Brand der Stadt und des Residenzschlosses nach der Beschießung durch französische Artillerie am 6. Oktober 1794

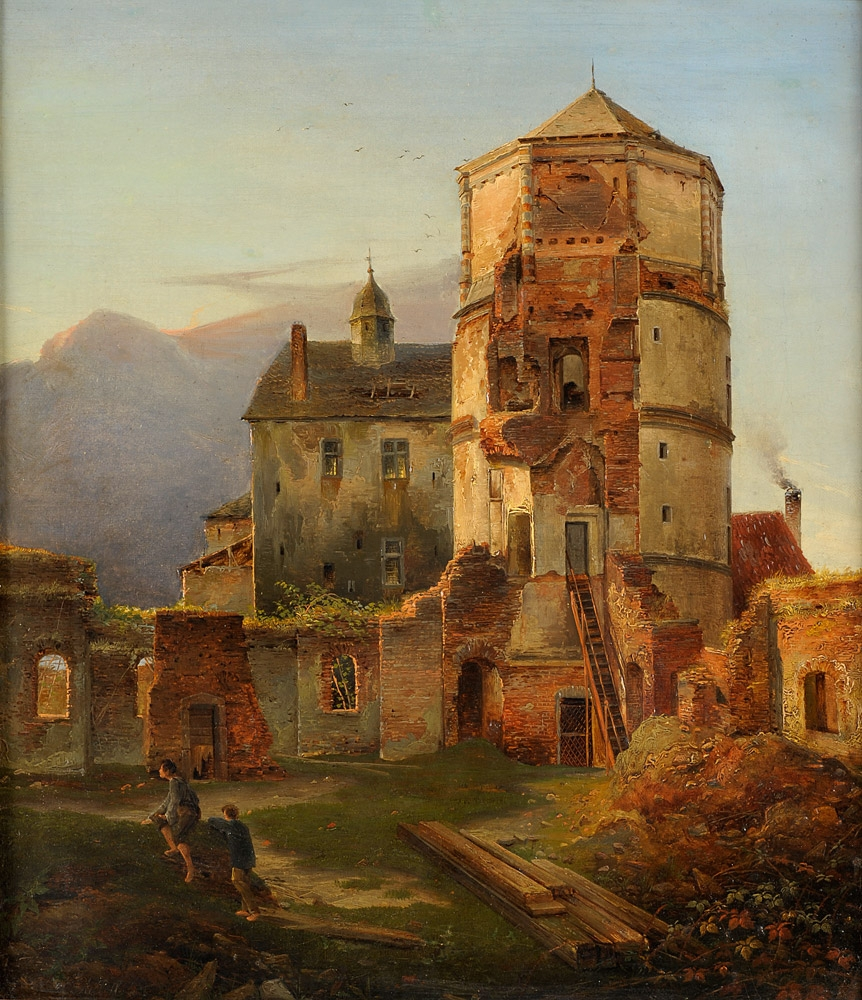
Burgruine, Darstellung des Schlossturmes Düsseldorf auf einem Gemälde von Carl Adloff, um 1840

1288 wurde Düsseldorf zur Stadt erhoben und eine schlichte Burg entstand. Zu dieser Zeit lag sie noch außerhalb der kleinen Stadt an der Düssel. Die wenigen Häuser scharten sich um die St.-Lambertus-Kirche. 1386 erwähnt erstmals eine Urkunde diese Burg am Rheinufer in Düsseldorf. Laufend wurde die Anlage erweitert, doch liegen aus dieser Zeit keine Abbildungen vor. Im 16. Jahrhundert entschieden sich die Herzöge von Jülich-Kleve-Berg für Düsseldorf als Hauptresidenz. Nach Aus- und Umbauten präsentierte sich das Schloss um 1550 als Dreiflügelanlage mit geschlossenem Innenhof. Der nordöstliche, runde Schlossturm zur Stadtseite hatte 1551 Richtfest. In den unteren Ausstellungsgewölben ist das Grundmauerwerk mit einer Stärke von 3,60 m zu sehen, das mit eingestreuten Lava-Steinen vom Mittelrhein errichtet wurde. Aufsteigend verjüngen sich die Mauern.
Zur Zeit der Landesherren aus dem Hause Pfalz-Neuburg im 17. und 18. Jahrhundert wurde die Innenausstattung des Schlosses im barocken Stil erneuert und ein Galeriegebäude in den Schlossgarten am Rhein gebaut. Nach 1716 residierten die Landesherren nicht mehr in Düsseldorf, doch wurde das Schloss um 1750 nochmals umgebaut. 1794 beschossen und zerstörten zu großen Teilen französische Truppen die Residenz inmitten der Stadt. Erst in preußischer Zeit wurde die Ruine wieder aufgebaut. Nach einem Brand im Jahre 1872 stand das Schloss lange als „schaurige Ruine“ am Rheinufer und wurde zu Ende des Jahrhunderts abgerissen. Lediglich der runde Turm überstand alle Katastrophen und sollte laut königlichem Beschluss stehen bleiben.
1943 brannte der Turm nach einem Luftangriff das letzte Mal aus. Die Düsseldorfer Bevölkerung hatte sich schon vor dem Krieg für ihr Wahrzeichen engagiert, nun sorgte sie auch weiterhin für seinen Erhalt. Über 2 Millionen DM spendeten Firmen und Privatleute für seine Restaurierung und zur Eröffnung des SchifffahrtMuseums 1984. Diese Spezialsammlung zur Rheinschifffahrt wurde schon 1930 gegründet. Sie wuchs mit Hilfe von Spenden schnell und konnte wenige Jahre später ausgestellt werden. Mit dem Zweiten Weltkrieg verschwand die Sammlung zur Sicherung in den Magazinen. Erst mit Restaurierung und Neueinrichtung des Schlossturmes sind das Museum und das Gebäude dauerhaft geöffnet.
Zwischenzeitlich, in den Jahren 1993 und 2008, wurde der Betrieb des Museums durch die Freunde und Förderer des SchifffahrtMuseums im Rahmen des ersten Public-Private-Partnerships in Düsseldorf gewährleistet.